# Heinrich Weber (Komponist)
Heinrich Weber (* 9. Oktober 1901 in Köln; † 6. Januar 1970 in Aachen) war ein deutscher Komponist und Organist.

## Leben
Heinrich Weber studierte zunächst in Aachen und später an der Musikhochschule Köln. Hier waren u. a. seine Lehrer Hans Bachem (Orgel) und Heinrich Lemacher (Harmonielehre und Theorie). Nach einigen Jahren als Kantor an der Stadtkirche in Mülheim an der Ruhr, war er an verschiedenen Kirchenmusikschulen als Lehrer für Orgel und Theorie tätig, unter anderem mehr als 25 Jahre an der Katholischen Hochschule für Kirchenmusik St. Gregorius in Aachen und zuletzt am Robert-Schumann-Konservatorium in Düsseldorf.
Der mittlerweile zum Kirchenmusikdirektor von Mülheim ernannte Heinrich Weber galt als hervorragender Interpret vor allem der französischen Orgelmusik und verschaffte sich einen ausgezeichneten Ruf als Improvisator. Seine zahlreichen Orgelkompositionen sind an Paul Hindemith, den er sehr verehrte, und an der neuen französischen Schule orientiert und repräsentieren eine Tonsprache, die sich deutlich von der Spätromantik emanzipiert.
Heinrich Weber war Mitglied im Reichsverband der katholischen Kirchenangestellten e. V. in Essen. Zusammen mit diesem Verband organisierte Weber 1956 eine Studienreise nach Paris, wo er den Mitgliedern die Gelegenheit vermittelte, bei Marcel Dupré und Rolande Falcinelli zu hospitieren und Einblicke in die französische Orgelkunst zu erhalten. Darüber hinaus wirkte Weber am Orgelbuch für das Bistum Köln mit. Seine Orgelkompositionen wurden allerdings nur zum Teil verlegt und sind im musikwissenschaftlichen Institut der Universität Köln aufbewahrt.

## Werke (Auswahl)
- Praeludium und Choralfuge f-moll op. 9/1
- Choralvorspiele für Orgel op. 10
- Haec dies - Toccata für Orgel op. 12
- Passacaglia e-moll
- Preaeludium und Doppelfuge fis-moll
- Choral, Variations et Fantaisie über „Es führt drei König Gottes Hand“
- 1. Orgelsonate
- 2. Orgelsonate in D
- 3. Orgelsonate
- Fünf Stücke für Orgel (Verlag Böhm)
- Praeludium, Aria und Fuge über ein eigenes Thema (Manuskript)
- Choralvorspiel über „O Maria, Gnadenvolle“ (Manuskript)
- Choralvorspiel über „Ave Maria Kaiserin“ (Manuskript)
- Festmesse in d für vierstimmig gemischten Chor und Orgel oder Bläser